# Homer Steinweiss
Pour les articles homonymes, voir Steinweiss.
Homer Steinweiss, né le 25 mars 1982 à New York, est un batteur américain, auteur, compositeur et producteur connu pour son travail avec Sharon Jones & The Dap-Kings, The Arcs, Amy Winehouse, Mark Ronson, Bruno Mars, Sheryl Crow, El Michels Affair et beaucoup d'autres.

## Débuts
Homer Steinweiss est né dans une famille de musiciens new-yorkais Ses parents travaillaient dans la bijouterie et ont été très favorables à son intérêt pour la musique. Il commence à jouer de la musique au début des années 1990, après avoir vu un joueur de conga dans le groupe de jazz du lycée de sa sœur, à Manhattan. Quand son professeur de conga est devenu indisponible, il est passé à la batterie.
Homer Steinweiss est dans un premier temps intéressé par le Grunge, mais un de ses premiers professeur de batterie, Matt Patuto, lui fait découvrir la musique de James Brown et The Meters.
En 2001, Homer Steinweiss entre à l'université, à SUNY Purchase, pour étudier la philosophie, alors qu'il a déjà entamé une carrière musicale.

## Carrière musicale
La carrière de Homer Steinweiss décolle lorsqu'il n'a que 16 ans, après la sortie du premier enregistrement de The Mighty Imperials, Thunder Chicken,. The Mighty Imperials est composé de Homer Steinweiss à la batterie, du bassiste Nick Movshon, du multi-instrumentiste Leon Michels (plus tard fondateur de Truth and Soul Records) et du chanteur Joseph Henry.
Le funk brut et les sons soul de The Mighty Imperials se sont métamorphosés lors de nombreuses collaborations, notamment Sharon Jones & The Dap-Kings, El Michels Affair, Fabulous Three, Menahan Street Band et The Arcs et d'autres.
En 2006, le producteur anglais Mark Ronson entend Sharon Jones & The Dap-Kings et demande au groupe de jouer une session avec Amy Winehouse, inconnue du monde à l'époque. Ces séances sont devenues une partie de son album Back to Black.
Homer Steinweiss a enregistré et fait des tournées avec des artistes comme Amy Winehouse, The Arcs, St. Vincent, Foreigner, The Kills, Bruno Mars, Lady Gaga, Sheryl Crow et d'autres.

## Collaborations par échantillonnage
Les grooves organiques et retro du Menahan Street Band ont été échantillonnés par de nombreux artistes tels que Jay-Z et Kendrick Lamar. Les grooves d'El Michels Affair ont été également échantillonnés, y compris par Wu-Tang Clan, Raekwon, Isaac Hayes.

## Discographie[10]
- 2001: Thunder Chicken - The Mighty Imperials
- 2002: Problems - Lee Fields
- 2002: Dap Dippin' with Sharon Jones and the Dap-Kings - Sharon Jones & The Dap-Kings
- 2005: Sounding Out in the City - El Michels Affair
- 2005: Naturally - Sharon Jones & The Dap-Kings
- 2006: Back to Black - Amy Winehouse
- 2006: "Rehab" - Amy Winehouse
- 2006: More Fish - Ghostface Killah
- 2006: Alright, Still - Lily Allen
- 2007: "You Know I'm No Good" - Amy Winehouse
- 2007: "Alfie" - Lily Allen
- 2007: American Gangster [Original Motion Picture Score] - Marc Streitenfeld
- 2007: Version - Mark Ronson
- 2007: "Valerie" - Mark Ronson / Mick Ronson / Amy Winehouse
- 2007: 100 Days, 100 Nights - Sharon Jones & The Dap-Kings
- 2008: Lay It Down - Al Green
- 2008: Make the Road by Walking - Menahan Street Band
- 2008: Nas - Nas
- 2008: The Dynamic Sound of Sharon Jones & the Dap-Kings (compilation) - Sharon Jones & The Dap-Kings
- 2008: Sol-Angel and the Hadley St. Dreams - Solange
- 2008: Mingle - The Saturday Knights
- 2009: All in One - Bebel Gilberto
- 2009: Love & War - Daniel Merriweather
- 2009: "Impossible" - Daniel Merriweather
- 2009: Enter the 37th Chamber - El Michels Affair
- 2009: Can't Slow Down - Foreigner
- 2009: My World - Lee Fields & the Expressions
- 2009: Crazy Love - Michael Bublé
- 2009: What Have You Done, My Brother? - Naomi Shelton & the Gospel Queens
- 2009: Walk On By (A Tribute To Isaac Hayes) - El Michels Affair
- 2010: Good Things - Aloe Blacc
- 2010: Record Collection - Mark Ronson (as Mark Ronson and the Business Intl.)
- 2010: Hollywood: The Deluxe EP - Michael Bublé
- 2010: Seahorse and the Storyteller - Michael Leonhart / Michael Leonhart & the Avramina 7
- 2010: Q Soul Bossa Nostra - Quincy Jones
- 2010: I Learned the Hard Way - Sharon Jones & The Dap-Kings
- 2010: 100 Miles from Memphis - Sheryl Crow
- 2010: "F**k the Industry" - Solange
- 2010: Release Me - The Like
- 2011: Lioness: Hidden Treasures - Amy Winehouse
- 2011: No Time for Dreaming - Charles Bradley
- 2011: The Best of the Fabulous Three - Fabulous Three
- 2012: Unorthodox Jukebox - Bruno Mars
- 2012: The Crossing - Menahan Street Band
- 2012: Out of the Game - Rufus Wainwright
- 2013: Victim of Love - Charles Bradley
- 2013: Speak a Little Louder - Diane Birch
- 2013: The Marshall Mathers LP 2 - Eminem
- 2013: To Be Loved - Michael Bublé
- 2014: Chapter One - Ella Henderson
- 2014: I Want to Know What Love Is: The Ballads - Foreigner
- 2014: Emma Jean - Lee Fields & the Expressions
- 2014: Definitely Now - Liam Bailey
- 2014: Give the People What They Want - Sharon Jones & The Dap-Kings
- 2014: St. Vincent - St. Vincent
- 2015: Cheers to the Fall - Andra Day
- 2015: "Only Love" - Andra Day
- 2015: Amy [Original Motion Picture Soundtrack] - Antônio Pinto (composer) / Amy Winehouse
- 2015: We Fall - Emile Haynie
- 2015: Ludaversal - Ludacris
- 2015: Uptown Special - Mark Ronson
- 2015: Secret in the Dark - Monika
- 2015: Look Closer - Saun & Starr
- 2015: It's a Holiday Soul Party - Sharon Jones & The Dap-Kings
- 2015: Texas 25 - Texas
- 2015: Yours, Dreamily, - The Arcs
- 2015: Rodeo - Travis Scott
- 2016: 24K Magic - Bruno Mars
- 2016: Changes - Charles Bradley
- 2016: Joanne - Lady Gaga
- 2016: Queen Alone - Nicole Wray aka Lady Wray
- 2016: Special Night - Lee Fields & the Expressions
- 2016: iii - Miike Snow
- 2016: Miss Sharon Jones! (Original Motion Picture Soundtrack) - Sharon Jones & The Dap-Kings
- 2016: Nothing More to Say - The Frightnrs
- 2016: Ash & Ice - The Kills
- 2016: The Olympians - The Olympians
- 2017: Return to the 37th Chamber - El Michels Affair
- 2017: Holy Hive - Day Break

## Vie personnelle
Homer Steinweiss est illustrateur et amoureux des chiens. Il est foodie et blogue occasionnellement au sujet de la nourriture qu'il goûte.